# Three Little Sew and Sews
Three Little Sew and Sews (br.: Na Mira do Almirante)  é a 36ª curta-metragem lançada pela Columbia Pictures, em 1939, estrelada pelo trio de comédia americana, Os Três Patetas (Moe, Larry e Curly). Os comediantes lançaram 190 curtas-metragens para o estúdio entre 1934 e 1959.

## Enredo
Os Três Patetas são marinheiros empregados como alfaiates de uma base naval. Depois de ficarem insatisfeitos com seu trabalho, eles roubam três uniformes de oficiais (incluindo o do almirante Taylor, o oficial de mais alto escalão da base) na esperança de ganhar tanto o respeito dos outros homens, quanto a atenção romântica das mulheres. Ao fingir ser o Almirante, Curly e seus "auxiliares" (Moe e Larry, fingindo serem o Capitão Presser e o Comandante Button, respectivamente) participam de uma festa na casa do Almirante. Sem o conhecimento deles, a festa foi planejada por espiões inimigos, que pretendiam usar a reunião como uma brecha para obter o acesso a informações secretas do Almirante Taylor.
Na sequência, são enganados ao roubar um submarino por um par de espiões, conduzido pelo conde Alfred Gehrol (Harry Semels). Os Três Patetas, porém acabam por capturar os espiões, mas ao mesmo tempo, Curly acidentalmente detona um torpedo que tinha sido lançado em uma tentativa de afundar o submarino. Todos a bordo são mortos. 
O curta termina com os Patetas (agora como anjos subindo no céu), sendo perseguidos por um Almirante irritado, (que também agora é um anjo), com Curly sendo repreendido por Moe e Larry.